# 塞尼卡諾爾斯 (紐約州)
塞尼卡諾爾斯（英語：Seneca Knolls）是位於美國紐約州奧農達加縣的普查規定居民點。

## 人口
根據2020年美國人口普查的數據，塞尼卡諾爾斯的面積為3.28平方千米，皆為陸地。當地共有人口1992人，而人口密度為每平方千米607.32人。